# Grenjaðarstaður

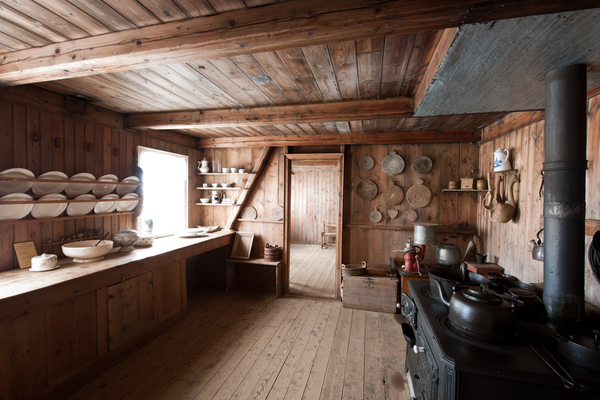
Die Küche

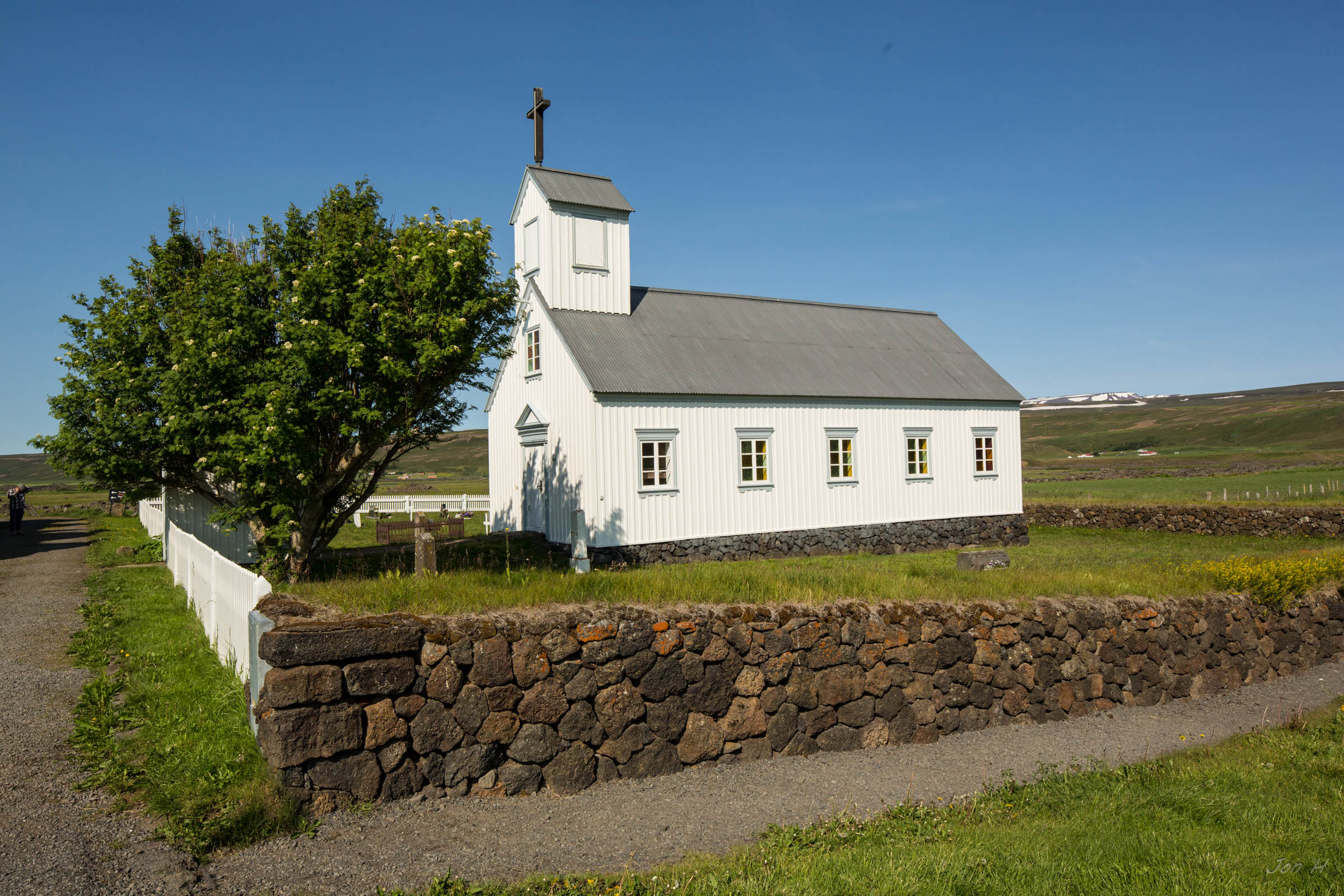
Grenjaðarstaðarkirkja

Grenjaðarstaður ist eine Grassodenhaussiedlung im Norden Islands in der Gemeinde Þingeyjarsveit.

## Geografie
Die Siedlung liegt nordöstlich des Vestmannsvatn und nördlich der Hochebene Múlaheiði am Südufer des Flusses Laxá im Süden des  Aðaldalur.

## Beschreibung und Geschichte
Die Kirche Grenjaðarstaðarkirkja wurde 1865 aus Holz errichtet; über einem Tor hängen Kirchenglocken, die aus den Jahren 1663 und 1740 stammen. 1964–1965 wurde der Turm gebaut, und die Kirche wurde nach Osten hin vergrößert, so dass sie jetzt 13,85 m lang und 6,25 m breit ist. Schon vor der Reformation stand hier eine Kirche, die dem hl. Martin geweiht war.
Der Hof ist etwa 775 m² groß. Man kann die Räume des Hauses im Sommer, von Anfang Juni bis Ende August, besichtigen.
Auf einem Runenstein aus dem 15. Jahrhundert findet man eine Inschrift, die zum Gebet auffordert.
Der Hof war bis 1949 bewohnt. 1958 wurde er als Museum eröffnet.

## Verkehr
Man erreicht den Hof über den Aðaldalsvegur .